# Debilos trochanteratum
Debilos trochanteratum är en stekelart som först beskrevs av Szepligeti 1916.  Debilos trochanteratum ingår i släktet Debilos och familjen brokparasitsteklar. Inga underarter finns listade i Catalogue of Life.